# والنتین سیلوستروف
والنتین سیلوستروف (اوکراینی: Валенти́н Васи́льович Сильве́стров؛ زادهٔ ۳۰ سپتامبر ۱۹۳۷) آهنگساز، و نوازنده پیانو اهل اتحاد جماهیر شوروی سوسیالیستی است.

## سنین جوانی و تحصیل
سیلوستروف در ۳۰ سپتامبر ۱۹۳۷ در کیف اوکراین متولد شد.
او از ۱۵ سالگی دروس خصوصی موسیقی را آغاز کرد. وی از ۱۹۵۵ تا ۱۹۵۸ در مدرسه موسیقی عصر کیف در پیانو تحصیل کرد و از ۱۹۵۸ تا ۱۹۶۴ در هنرستان کیو پیانو را آموخت.